# Colidotea edmondsoni
Colidotea edmondsoni là một loài chân đều trong họ Idoteidae. Loài này được Miller miêu tả khoa học năm 1940.